# この男は人生最大の過ちです
『この男は人生最大の過ちです』（このおとこはじんせいさいだいのあやまちです、ラテン語:  konootoko ha jinseisaidai no ayamachi desu）は、九瀬しきによる日本の漫画。『コミックシーモア』内の電子コミック誌『恋するソワレ』（シーモアコミックス）で2017年Vol.3より連載中。
「みんなが選ぶ!!電子コミック大賞2019」にて女性部門賞を受賞。2019年実写版CMも映画館限定の劇場予告として石川恋・井浦新主演で放映された。また、2020年1月19日から3月22日まで朝日放送テレビ（ABCテレビ）制作の「ドラマL」枠においてテレビドラマ化された。

## あらすじ
製薬会社で事務として働くOL・佐藤唯はある日愛犬を亡くした悲しみでバーでやけ酒をしながら嘆いている所、隣に座っていた男に嫌味を言われてしまう。良くも悪くも正直な唯は赤の他人からの嫌味についキレてしまい、その男が席を立つ瞬間足を引っかけて転ばせてしまう。やりすぎたかなと後悔しながら帰り、次の日出社するとなんと自分のことを社長・天城恭一が探しているという……。なんとその社長は昨日自分がバーで転ばせたあの男。社長室に呼び出しをくらいクビを覚悟するも、そこで提示された話は「僕を奴隷にしてください」というものだった――。

## 登場人物
演は2019年の実写PVでの俳優。
佐藤唯（さとう ゆい）
演 - 石川恋
OL。性格はクールなリアリスト。平穏な生活を愛している。
長年連れ添った愛犬が病死してしまいバーでやけ酒をしているところに突っかかってきた男に仕返しをするもそれが自社の社長だったために人生が変わってしまう。普段は穏便だが、キレると口が悪くなる。
天城恭一（あまぎ きょういち）
演 - 井浦新
天城製薬の社長。役職だけではなく研究者としての能力も社内随一。薬で人を救うと神になった気分になるらしい。
それまで自分の周りにありのままの意見をそのままぶつけてくる人間が少なかったため、自然体で接してくる唯に対し好意を抱いている。一部マゾヒスト。
名取蒼
天城の秘書。優秀だが飲み屋で女の子とお酒を飲むのがなによりも好きで作中でそれがライフワークとも明言している。
天城には唯を手に入れるための駒として日夜こき使われている。

## 書誌情報
- 九瀬しき『この男は人生最大の過ちです』、Jパブリッシング〈スフレコミックス〉、既刊11巻（2025年7月18日現在）
  1. 2019年01月25日発売、ISBN 978-4-86669-168-8
  2. 2019年01月25日発売、ISBN 978-4-86669-169-5
  3. 2019年08月16日発売、ISBN 978-4-86669-220-3
  4. 2020年02月10日発売、ISBN 978-4-86669-268-5
  5. 2020年12月18日発売、ISBN 978-4-86669-356-9
  6. 2021年09月17日発売、ISBN 978-4-86669-429-0
  7. 2022年06月10日発売、ISBN 978-4-86669-497-9
  8. 2023年03月17日発売、ISBN 978-4-86669-556-3
  9. 2024年01月19日発売、ISBN 978-4-86669-643-0
  10. 2024年11月15日発売、ISBN 978-4-86669-718-5
  11. 2025年07月18日発売、ISBN 978-4-86669-787-1

## テレビドラマ
2020年1月19日から3月22日まで朝日放送テレビ制作により、テレビ朝日他同系列局の一部で放送の「ドラマL」にて連続ドラマ化された。主演は『ハンマーセッション!』以来10年振りとなる速水もこみち。

### キャスト
天城恭一
演 - 速水もこみち
佐藤唯
演 - 松井愛莉
三島冴
演 - 田中道子
名取蒼
演 - 入江甚儀
石川麻美
演 - 片山萌美
藍田航之郎
演 - 平岡祐太

### スタッフ
- 原作 - 九瀬しき『この男は人生最大の過ちです』
- プロデューサー - 山崎宏太（朝日放送テレビ）、清家優輝（ファインエンターテイメント）
- 監督 - 菊地健雄、桑島憲司
- 音楽 - 池永正二（あらかじめ決められた恋人たちへ）
- 主題歌 - 川口レイジ「I’m a slave for you」（アリオラジャパン）
- エンディングテーマ -  川口レイジ「STOP」（アリオラジャパン）
- 脚本 - さくのり限、伊澤理絵
- 制作協力 - ファインエンターテイメント
- 制作著作 - 朝日放送テレビ

### 放送日程
※ 放送日は制作局・朝日放送テレビ基準。 
| 話数   | 放送日  | サブタイトル         | ラテ欄                            | 脚本       | 監督     |
| ------ | ------- | -------------------- | --------------------------------- | ---------- | -------- |
| 第1話  | 1月19日 | 奴隷にしてください   | 速水もこみちが恋するドM社長に     | さくのり限 | 菊地健雄 |
| 第2話  | 1月26日 | 人生最大の不覚       | ドM社長が合コンに!!               | さくのり限 | 菊地健雄 |
| 第3話  | 2月02日 | 乱れて・ま・す・よ   | 誕生パーティーに美女乱入で大乱闘  | さくのり限 | 菊地健雄 |
| 第4話  | 2月09日 | 禁断の果実を口に     | 危険な温泉旅行!? 社長が仕掛けた罠 | 伊澤理絵   | 菊地健雄 |
| 第5話  | 2月16日 | 何だこのモヤモヤ     | 社長を誘う美女登場!!              | さくのり限 | 菊地健雄 |
| 第6話  | 2月23日 | 癒しましょう         | M男社長のイケない写真流出!!       | 伊澤理絵   | 桑島憲司 |
| 第7話  | 3月01日 | 社長は卑怯です       | 飛び蹴り炸裂で興奮!!              | さくのり限 | 桑島憲司 |
| 第8話  | 3月08日 | 咎めてくれない       | 激白!! 社長の過去                 | 伊澤理絵   | 桑島憲司 |
| 第9話  | 3月15日 | 自分の気持ちに正直に | 無敵社長に宣戦布告!! 男たちの逆襲 | さくのり限 | 菊地健雄 |
| 最終話 | 3月22日 | 社長のこと好き       | 奴隷社長の恋は衝撃の結末に…!!     | さくのり限 | 菊地健雄 |

### インターネット配信
| 配信元 | 配信期間     | 備考           |
| ------ | ------------ | -------------- |
| dTV    | 放送済分全話 | 有料見放題配信 |
| Hulu   | 放送済分全話 | 有料見放題配信 |
| U-NEXT | 放送済分全話 | 有料見放題配信 |